# 버트 플러그

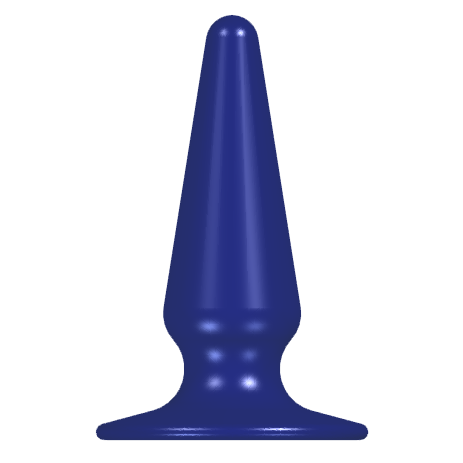
버트 플러그

버트 플러그(butt plug)는 성 도구의 일종으로, 항문에 넣는 딜도의 일종이다.

## 같이 보기
- 애널 비즈